# Musa lanceolata
Musa lanceolata är en enhjärtbladig växtart som beskrevs av Otto Warburg och Karl Moritz Schumann. Musa lanceolata ingår i släktet bananer, och familjen bananväxter.
Artens utbredningsområde är Sulawesi. Inga underarter finns listade i Catalogue of Life.